# Alexander Arnold (ator)
Alexander Arnold (nasceu em 21 de Dezembro de 1992) é um ator, cantor e músico inglês, mais conhecido pelo seu papel como Rich Hardbeck na série Skins.

## Primeiros anos
Arnold nasceu em Ashford, Kent. Estudou na The Norton Knatchbull School, onde se interessou em artes e drama no GCSE. Fora da escola, ele esteve envolvido em várias peças com a Ashford Youth Theatre e foi membro do National Youth Theatre por dois anos.

## Carreira

### Atuações
Arnold fez sua estreia profissional na quinta e sexta temporadas de Skins, interpretando o metaleiro Rich Hardbeck. Ele conseguiu o papel enquanto estava no Ensino Médio durante audições em Londres. Em Setembro de 2011, ele estrelou o vídeo da música ''Death Cloud'' da Cloud Control. Dirigido pelo premiado Luke Snellin, foi filmado na Espanha por dois dias.
Ele apareceu na série dramática de duas partes chamada, A Mother's Son, escrita por Chris Lang e foi ao ar em Setembro de 2012. Em 2013, ele apareceu na série dramática da BBC Three, In the Flash, e também em Vera. Ele também ganhou o papel de Adam na série televisiva What Remains. Em 2015, se juntou ao elenco de Poldark, uma nova série da BBC baseada em The Poldark Novels.
Arnold fez seu primeiro papel para o cinema em 2014 no filme The Salvation, filmado na África do Sul.

### Música
Arnold gosta de tocar baixo e é vocalista de uma banda Indie chamada Circuithouse.

## Trabalho de caridade
Em Abril de 2011, Arnold doou uma pintura de seu urso infantil para "The Bristol Autism Project", que ajuda crianças com autismo de Bristol.